# Jezviny
Jezviny (německy Jeswin) jsou malá vesnice, část města Jistebnice v okrese Tábor v Jihočeském kraji. Nacházejí se asi šest kilometrů jihozápadně od Jistebnice. Jezviny leží v katastrálním území Božejovice o výměře 5,99 km².

## Historie
První písemná zmínka o vesnici pochází z roku 1318.

## Obyvatelstvo
| Rok            | 1869 | 1880 | 1890 | 1900 | 1910 | 1921 | 1930 | 1950 | 1961 | 1970 | 1980 | 1991 | 2001 | 2011 | 2021 |
| -------------- | ---- | ---- | ---- | ---- | ---- | ---- | ---- | ---- | ---- | ---- | ---- | ---- | ---- | ---- | ---- |
| Počet obyvatel | 54   | 47   | 58   | 58   | 59   | 51   | 43   | 37   | 27   | 20   | 6    | 3    | 1    | 0    | 1    |
| Počet domů     | 9    | 9    | 9    | 9    | 9    | 9    | 9    | 9    | 9    | 6    | 3    | 8    | 9    | 9    | 9    |

## Obecní správa
Při sčítání lidu v letech 1850–1899 byly Jezviny osadou obce Drahnětice, se kterým patřily nejprve do okresu Sedlčany, od roku 1880 do okresu Tábor. V letech 1900–1980 byly osadou obce Božejovice, se kterým patřily nejprve do okresu Tábor, rokem 1950 do okresu Milevsko a od roku 1960 opět do okresu Tábor. Od 1. července 1980 jsou částí města Jistebnice v okrese Tábor.

## Galerie

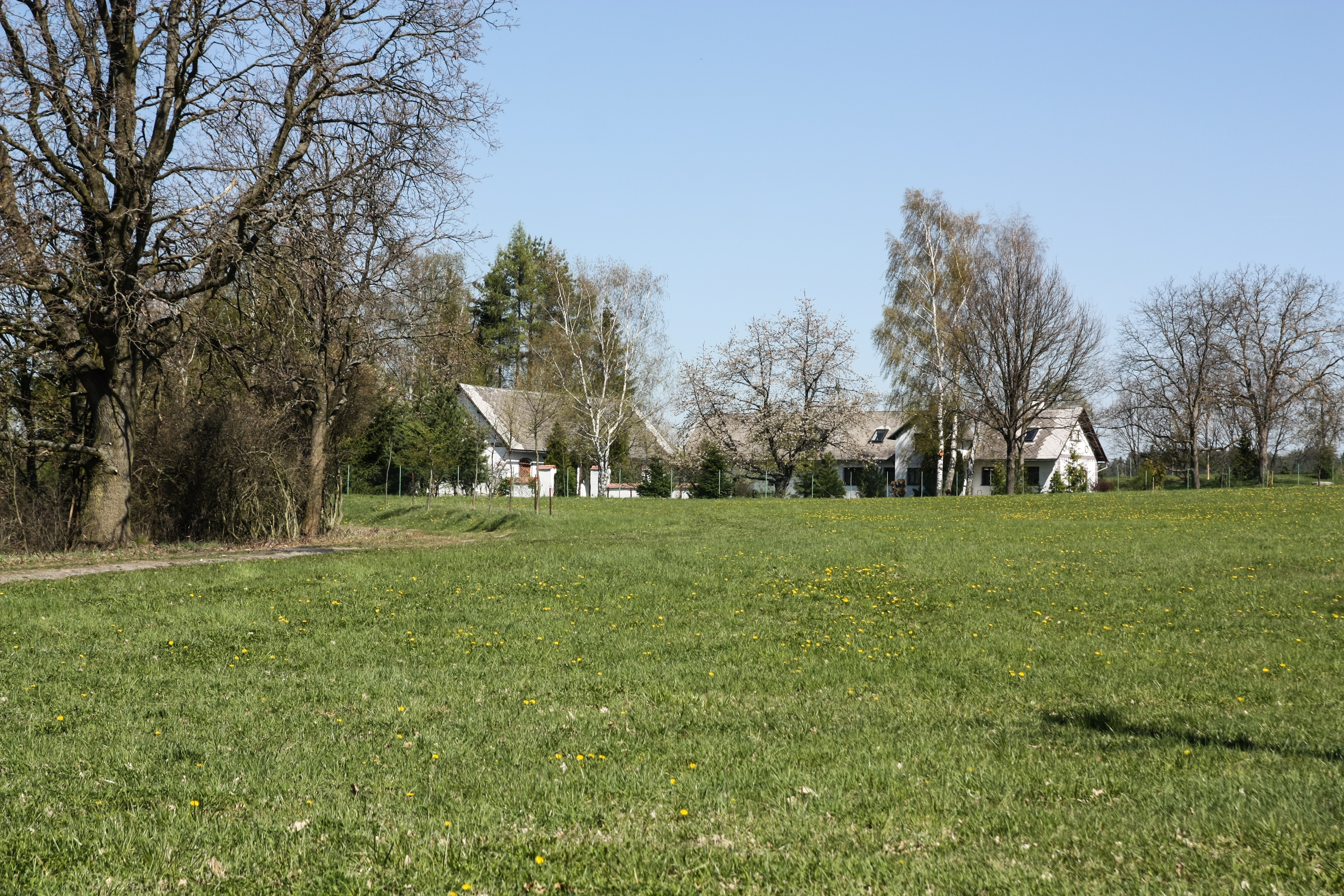
Usedlost (2019)
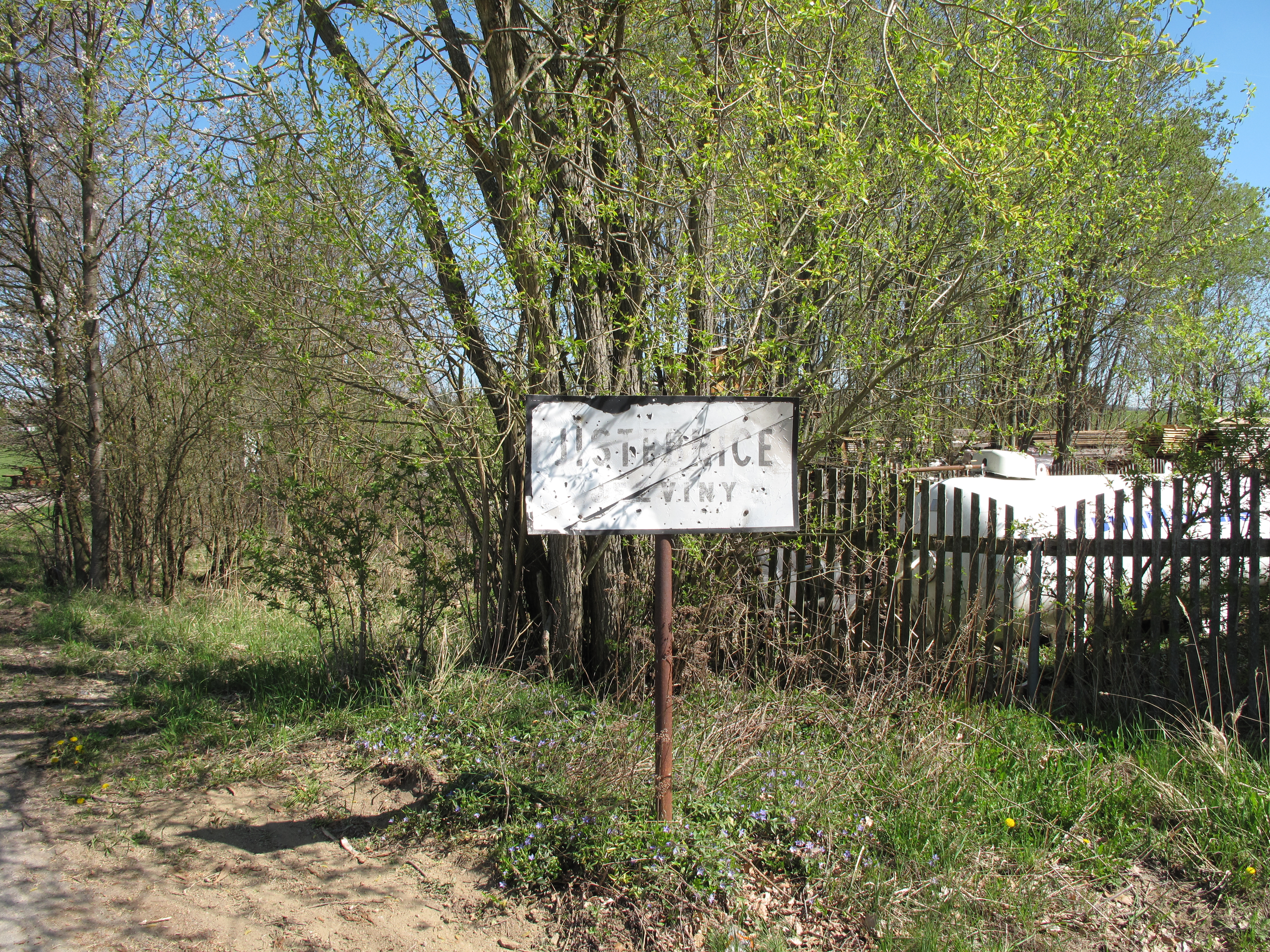
Značka (2019)
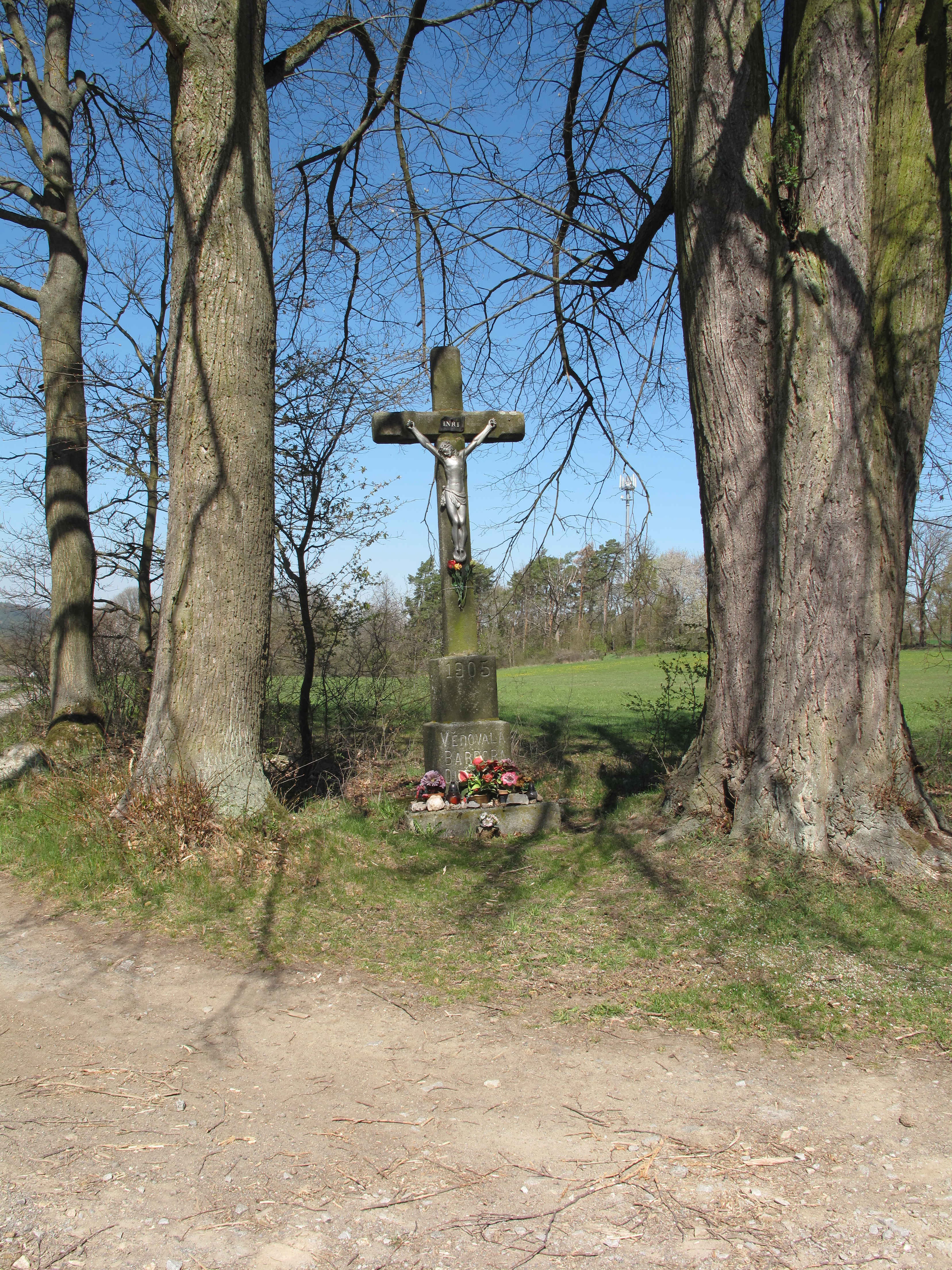
Křížek (2019)
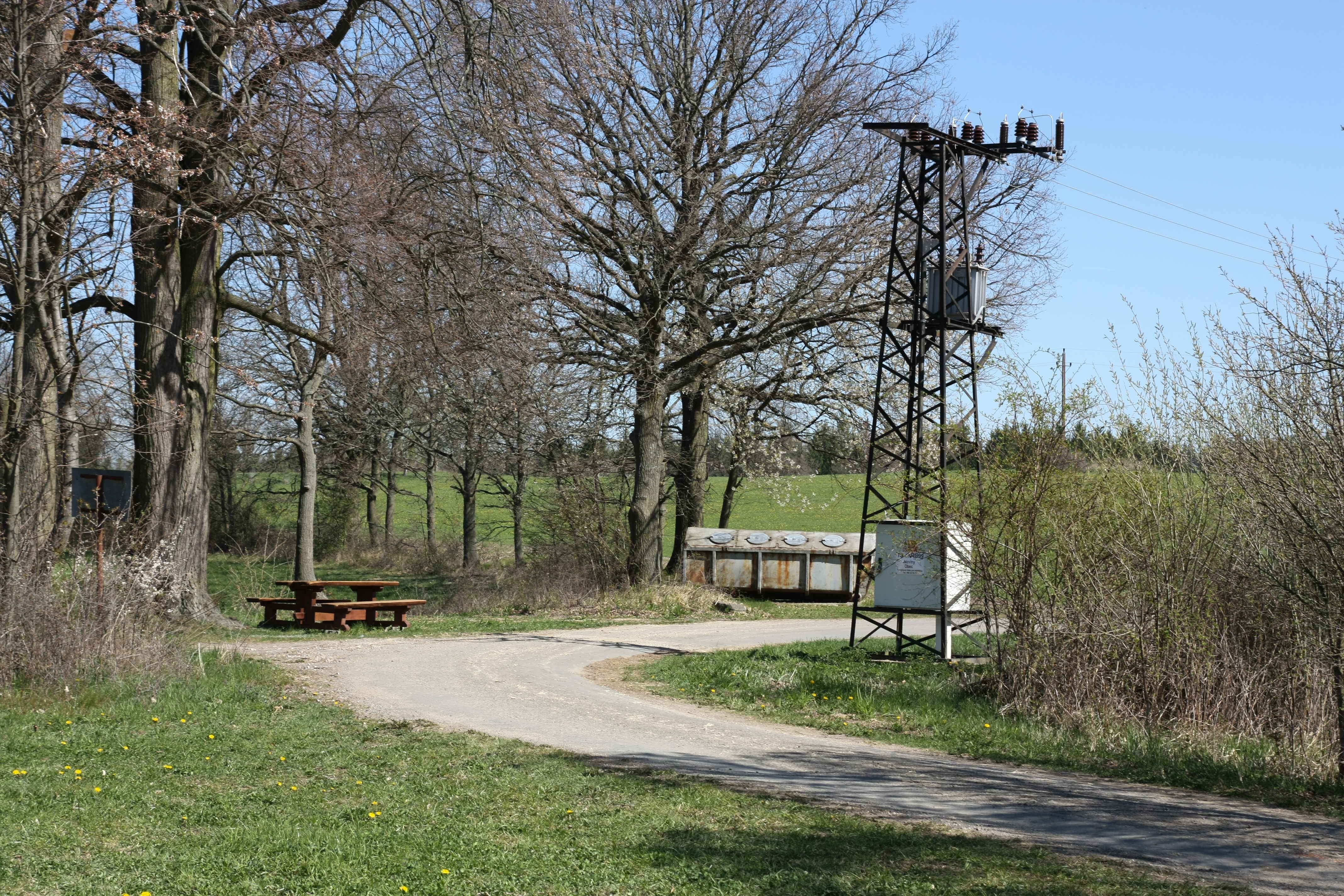
Cesta do Jezvin (2019)